# چارنوژوه
چارنوژوه (به لهستانی:  Czarnożyły) یک روستا در لهستان است که در گمینا چارنوژوه واقع شده‌است. چارنوژوه ۱٬۳۰۰ نفر جمعیت دارد.